# Ramljani
Ramljani – wieś w Chorwacji, w żupanii licko-seńskiej, w mieście Otočac. W 2011 roku liczyła 167 mieszkańców.